# Дорожон, Сергей Борисович
Сергей Борисович Дорожон (род. 17 февраля 1964) — советский украинский легкоатлет, специалист по метанию молота. Выступал на всесоюзном уровне в 1980-х годах, чемпион Европы среди юниоров, серебряный призёр Спартакиады народов СССР, многократный победитель первенств всесоюзного и республиканского значения. Представлял Днепропетровск, спортивные общества «Труд» и Профсоюзов.

## Биография
Сергей Дорожон родился 17 февраля 1964 года. Занимался лёгкой атлетикой в Днепропетровске, выступал за Украинскую ССР, добровольное спортивное общество «Труд» и Профсоюзы.
Первого серьёзного успеха добился в сезоне 1981 года, когда вошёл в состав советской сборной и выступил на юниорском европейском первенстве в Утрехте, где в зачёте метания молота выиграл серебряную медаль, уступив лишь западногерманскому спортсмену Кристофу Занеру. Также в этом сезоне одержал победу на всесоюзных соревнованиях в Алма-Ате.
В 1982 году в метании молота победил на турнире в Ленинграде.
В 1983 году стал серебряным призёром на юниорском первенстве в Леселидзе и на международном турнире в Софии, превзошёл всех соперников на соревнованиях в Москве и на юниорском европейском первенстве в Швехате.
В 1984 году отметился победами на турнирах в Харькове и Днепропетровске.
В 1985 году выиграл соревнования в Донецке.
В 1986 году получил серебро на турнире в Тирасполе, был лучшим в Киеве. Принимал участие в IX летней Спартакиаде народов СССР в Ташкенте — с результатом 76,82 завоевал серебряную награду, пропустив вперёд белоруса Сергея Алая.
В 1987 году занял первое место на соревнованиях в Днепропетровске.
В 1988 году на турнире в Алуште установил свой личный рекорд в метании молота — 78,94 метра (25-й результат мирового сезона). Помимо этого, взял бронзу на зимнем чемпионате СССР по длинным метаниям в Адлере, показал 11-й результат на Мемориале братьев Знаменских в Ленинграде, был третьим в Харькове и первым в Днепропетровске.
В мае 1989 года выиграл состязания по метанию молота в Ворошиловграде.
Дочь Маргарита Дорожон добилась успехов в метании копья, сын Дмитрий Дорожон выступал в метании диска.